# Mistrzostwa NCAA Division I w Zapasach w 2006
Mistrzostwa NCAA Division I w zapasach rozgrywane były w Oklahoma City w dniach 16–18 marca 2006 roku. Zawody odbyły się na terenie Ford Center.
Punkty zdobyło 68 drużyn.
- Outstanding Wrestler – Ben Askren

## Wyniki

### Drużynowo
| Kolejność | Szkoła                              | Zespół         |
| --------- | ----------------------------------- | -------------- |
| 1.        | Oklahoma State University           | Cowboys        |
| 2.        | University of Minnesota             | Golden Gophers |
| 3.        | University of Oklahoma              | Sooners        |
| 4.        | University of Iowa                  | Hawkeyes       |
| 5.        | Cornell University                  | Big Red        |
| 6.        | Arizona State University            | Sun Devils     |
| 7.        | University of Michigan              | Wolverines     |
| 8.        | Edinboro University of Pennsylvania | Fighting Scots |

### All American

#### 125 lb
| Lp. | Zawodnik         | Szkoła                |
| --- | ---------------- | --------------------- |
| 1.  | Joe Dubuque      | Indiana               |
| 2.  | Troy Nickerson   | Cornell               |
| 3.  | Sam Hazewinkel   | Oklahoma              |
| 4.  | Nicholas Simmons | Michigan State        |
| 5.  | Coleman Scott    | Oklahoma State        |
| 6.  | Chad Mendes      | California Poly-State |
| 7.  | John Velez       | Northwestern          |
| 8.  | Tanner Gardner   | Stanford              |

#### 133 lb
| Lp. | Zawodnik        | Szkoła                   |
| --- | --------------- | ------------------------ |
| 1.  | Matt Valenti    | Pennsylvania             |
| 2.  | Chris Fleeger   | Purdue                   |
| 3.  | Shawn Bunch     | Edinboro                 |
| 4.  | Mack Reiter     | Minnesota                |
| 5.  | Tom Clum        | Wisconsin                |
| 6.  | Nathan Morgan   | Oklahoma State           |
| 7.  | Tyler McCormick | Missouri                 |
| 8.  | Matt Keller     | Tennessee at Chattanooga |

#### 141 lb
| Lp. | Zawodnik       | Szkoła         |
| --- | -------------- | -------------- |
| 1.  | Nick Gallick   | Iowa State     |
| 2.  | Teyon Ware     | Oklahoma       |
| 3.  | Cory Cooperman | Lehigh         |
| 4.  | Ryan Lang      | Northwestern   |
| 5.  | Andy Simmons   | Michigan State |
| 6.  | Brandon Rader  | West Virginia  |
| 7.  | Alex Tsirtsis  | Iowa           |
| 8.  | David Hoffman  | Virginia Tech  |

#### 149 lb
| Lp. | Zawodnik         | Szkoła           |
| --- | ---------------- | ---------------- |
| 1.  | Dustin Schlatter | Minnesota        |
| 2.  | Ty Eustice       | Iowa             |
| 3.  | Zack Esposito    | Oklahoma State   |
| 4.  | Matt Storniolo   | Oklahoma         |
| 5.  | Jon Masa         | Hofstra          |
| 6.  | Eric Tannenbaum  | Michigan         |
| 7.  | Gregor Gillespie | Edinboro         |
| 8.  | Mark DiSalvo     | Central Michigan |

#### 157 lb
| Lp. | Zawodnik        | Szkoła        |
| --- | --------------- | ------------- |
| 1.  | Ben Cherrington | Boise State   |
| 2.  | Brian Stith     | Arizona State |
| 3.  | Dustin Manotti  | Cornell       |
| 4.  | Trent Paulson   | Iowa State    |
| 5.  | Derek Zinck     | Lehigh        |
| 6.  | Joe Johnston    | Iowa          |
| 7.  | Brandon Becker  | Indiana       |
| 8.  | Craig Henning   | Wisconsin     |

#### 165 lb
| Lp. | Zawodnik               | Szkoła         |
| --- | ---------------------- | -------------- |
| 1.  | Johny Hendricks        | Oklahoma State |
| 2.  | Josh Churella          | Michigan       |
| 3.  | Muzzafer Abdurakhmanov | American       |
| 4.  | Deonte Penn            | Edinboro       |
| 5.  | Joey Bracamonte        | Oregon         |
| 6.  | Travis Paulson         | Iowa State     |
| 7.  | Dan Thompson           | Citadel        |
| 8.  | Eric Luedke            | Iowa           |

#### 174 lb
| Lp. | Zawodnik         | Szkoła       |
| --- | ---------------- | ------------ |
| 1.  | Ben Askren       | Missouri     |
| 2.  | Jake Herbert     | Northwestern |
| 3.  | Mark Perry       | Iowa         |
| 4.  | Mike Patrovich   | Hofstra      |
| 5.  | Matt Herrington  | Pennsylvania |
| 6.  | Travis Frick     | Lehigh       |
| 7.  | Jacob Klein      | Nebraska     |
| 8.  | James Yonushonis | Penn State   |

#### 184 lb
| Lp. | Zawodnik      | Szkoła        |
| --- | ------------- | ------------- |
| 1.  | Shane Webster | Oregon        |
| 2.  | Roger Kish    | Minnesota     |
| 3.  | Pete Friedl   | Illinois      |
| 4.  | Josh Gleen    | American      |
| 5.  | C.B Dollaway  | Arizona State |
| 6.  | Joe Mazzurco  | Cornell       |
| 7.  | Ben Wissel    | Purdue        |
| 8.  | Eric Bradley  | Penn State    |

#### 197 lb
| Lp. | Zawodnik      | Szkoła           |
| --- | ------------- | ---------------- |
| 1.  | Jake Rosholt  | Oklahoma State   |
| 2.  | Phil Davis    | Penn State       |
| 3.  | B.J Padden    | Nebraska         |
| 4.  | Jerry Rinaldi | Cornell          |
| 5.  | Joel Flaggert | Oklahoma         |
| 6.  | Chris Weidman | Hofstra          |
| 7.  | Ryan Bader    | Arizona State    |
| 8.  | Wynn Michalak | Central Michigan |

#### 285 lb
| Lp. | Zawodnik       | Szkoła         |
| --- | -------------- | -------------- |
| 1.  | Cole Konrad    | Minnesota      |
| 2.  | Steve Mocco    | Oklahoma State |
| 3.  | Greg Wagner    | Michigan       |
| 4.  | Cain Velasquez | Arizona State  |
| 5.  | Mike Faust     | Virginia Tech  |
| 6.  | Bode Ogunwole  | Harvard        |
| 7.  | Jake Hager     | Oklahoma       |
| 8.  | Kirk Nail      | Ohio State     |